# Ausheizen
Ausheizen bezeichnet das Entfernen unerwünschter und zum Teil auch schädlicher Einflüsse, wie adsorbierte Stoffe an Oberflächen (z. B. Wasser), Verunreinigungen oder Konstellationen (z. B. Kristallgitter-Fehlstellen) aus Materialien oder Apparaten durch kontrolliertes Erhitzen auf eine bestimmte Temperatur über definierte Zeitspannen hinweg.
Damit die entfernten Stoffe die zu reinigenden Materialien nicht sofort wieder verschmutzen, sind teilweise zusätzliche Maßnahmen notwendig. So werden beispielsweise desorbierte Restgase mithilfe von Vakuumpumpen abgesaugt, d. h., die Proben werden unter Vakuum ausgeheizt.

## Anwendungen
Anwendung findet das Ausheizen fast überall in der Materialbearbeitung und Beschichtung. Vor allem in der Hochvakuumtechnik, bei Materialabscheidungen in der Halbleitertechnologie, beispielsweise zum Beheben durch Ionenimplantation entstandenen Kristallschäden (sogenanntes „Ausheilen“, englisch annealing). Ähnliches gilt für das Spannungsarmglühen in der Metallbearbeitung.
Weitere Anwendungen sind die kontrollierte Entfernung der Wigner-Energie in graphitmoderierten Kernreaktoren oder die Sterilisation durch Erhitzen in der Medizin.
Um Evakuierzeiten von Elektronenröhren gering zu halten, werden während der Evakuierung die inneren Metallteile in einem Hochfrequenzfeld ähnlich wie in einem Mikrowellenofen gezielt zum Glühen gebracht.
Im chemischen Laboratorium werden Glasapparaturen – meist bei gleichzeitiger Evakuierung – ausgeheizt, um diese vor der Durchführung bestimmter sensibler Analysen oder Synthesen zu konditionieren.

## Natürliches Auftreten
Kometen, die sich seit der Entstehung des Sonnensystems in den äußeren Bereichen desselben aufgehalten haben, können amorphes Wassereis enthalten, das in seinen Poren unterschiedliche Gase eingeschlossen enthält. Wenn sich ein solcher kalter Kometenkern erstmals der Sonne nähert, können sich Molekülbindungen im amorphen Eis lokal umorganisieren (auch als annealing bezeichnet), wodurch diese eingeschlossenen Gase freigesetzt werden. Dies geschieht bereits bei Temperaturen von 50–120 K, also noch bevor das amorphe Eis bei 140–160 K kristallisiert oder bei noch höheren Temperaturen sublimiert.